# Trigráf
A trigráf, hármas betű vagy összetett betű (a szabályzatban háromjegyű betű, AkH.12 7. a)) olyan betűkapcsolat, amely három grafémából jön létre, és egyetlen beszédhangot (fonémát) jelöl.

## Hármas betűk a magyar nyelvben
A magyar nyelv egy hármas betűt használ.
- dzs